# Phosichthyidae

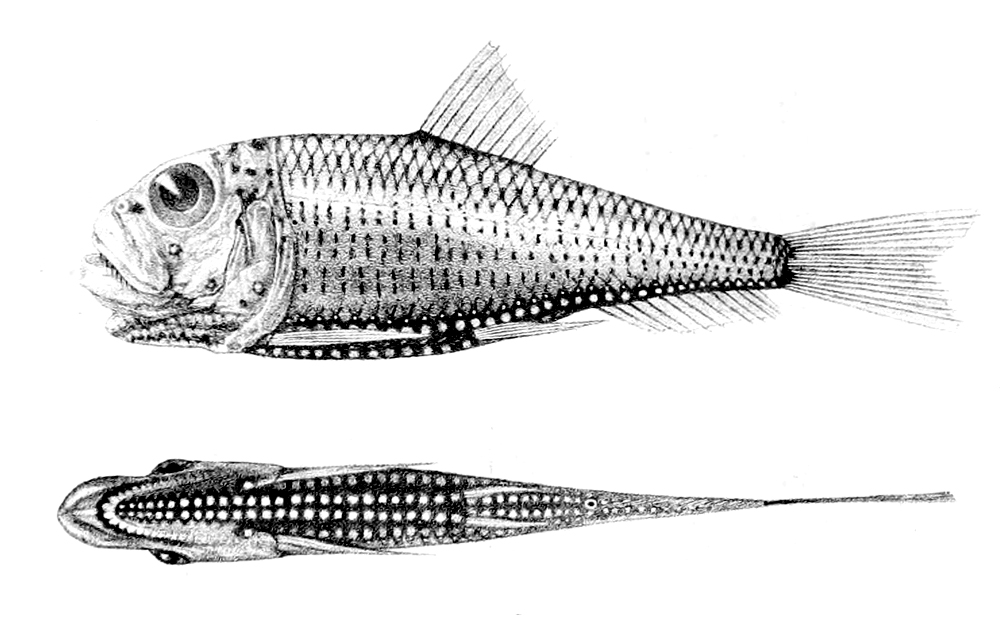
Ichthyococcus ovatus

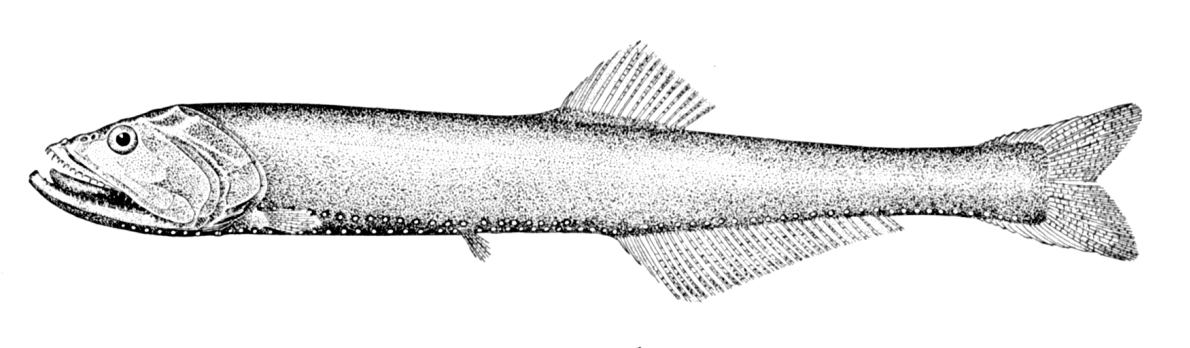
Yarrella blackfordi

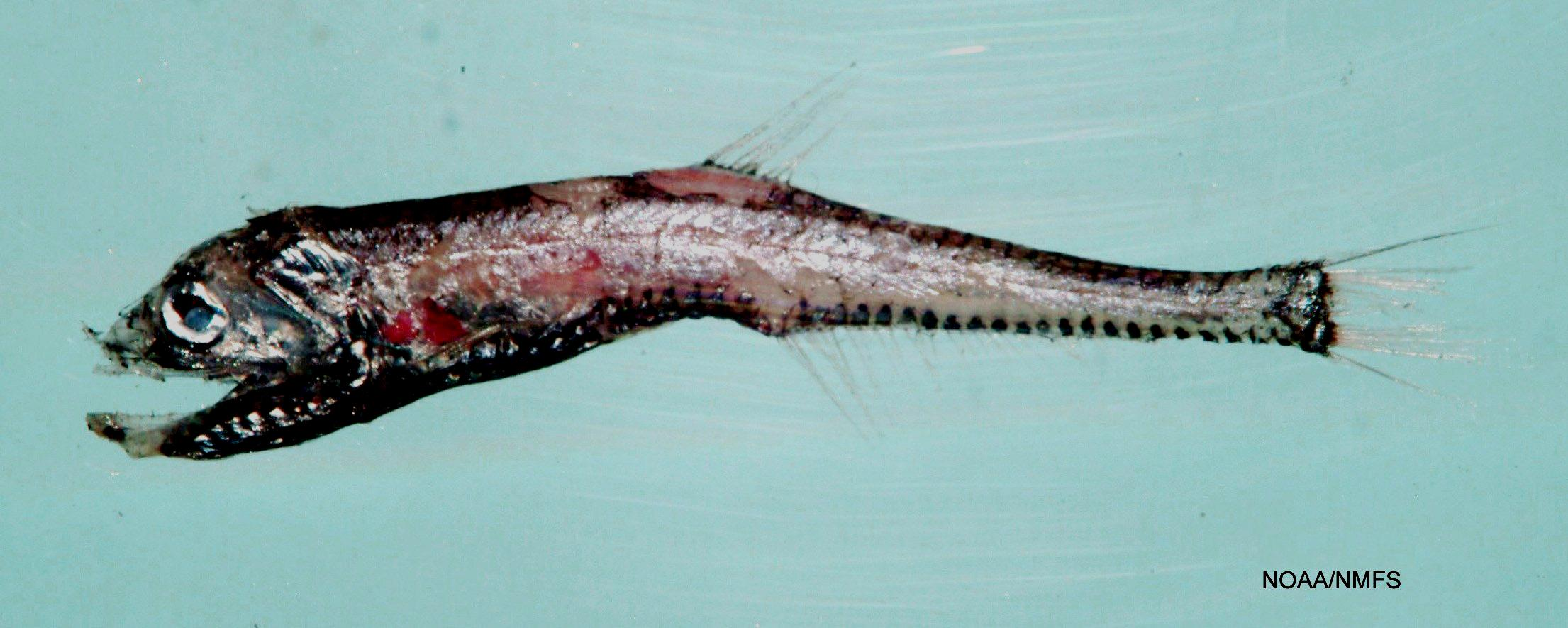
Polymetme corythaeola

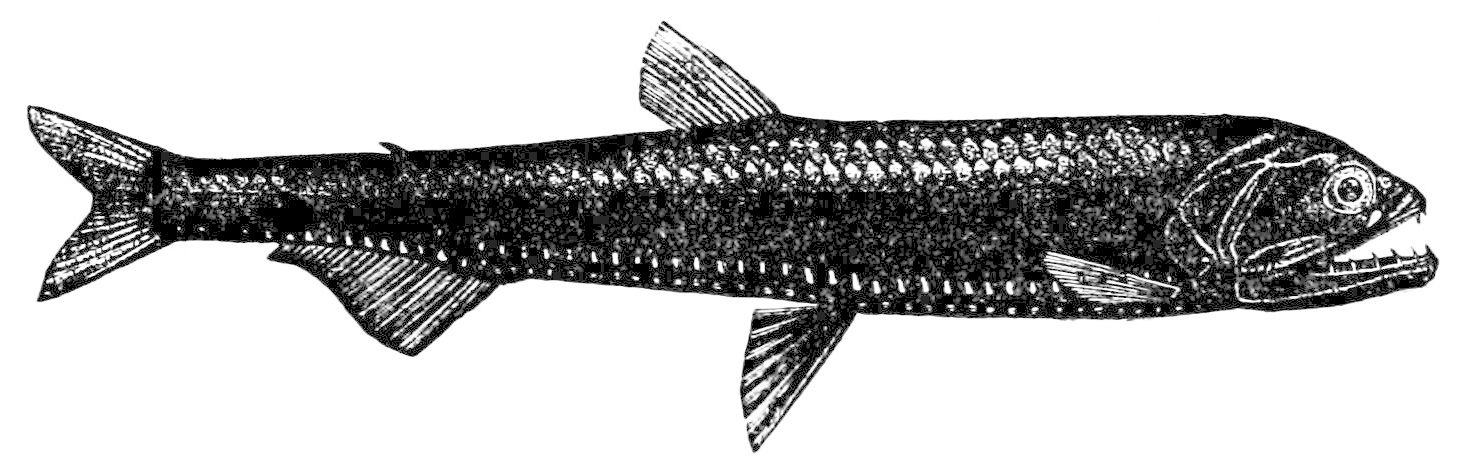
Photichthys argenteus

I Phosichthyidae sono una famiglia di pesci ossei appartenenti all'ordine Stomiiformes.

## Distribuzione e habitat
Sono diffusi in tutti i mari e gli oceani.
Nel mar Mediterraneo sono presenti tre specie:
- Ichthyococcus ovatus
- Vinciguerria attenuata
- Vinciguerria poweriae.

Fanno vita batipelagica a profondità di solito piuttosto notevoli per cui possono essere considerati pesci abissali.

## Descrizione
Sono simili ai Gonostomatidae (a cui in passato erano riuniti), se ne distinguono principalmente per le caratteristiche dei fotofori. La pinna adiposa è sempre presente tranne nel genere Yarrella.
Le dimensioni sono modeste, solo poche specie superano i 20 cm..

## Biologia
Poco nota. Formano popolazioni oceaniche costituite da milioni di individui.

## Pesca
La cattura di questi pesci è totalmente occasionale per cui non hanno valore economico. Finiscono talvolta nei retini da plancton tesi per gli studi di biologia marina.

## Specie
- Genere Ichthyococcus
  - Ichthyococcus australis
  - Ichthyococcus elongatus
  - Ichthyococcus intermedius
  - Ichthyococcus irregularis
  - Ichthyococcus ovatus
  - Ichthyococcus parini
  - Ichthyococcus polli
- Genere Phosichthys
  - Phosichthys argenteus
- Genere Pollichthys
  - Pollichthys mauli
- Genere Polymetme
  - Polymetme andriashevi
  - Polymetme corythaeola
  - Polymetme elongata
  - Polymetme illustris
  - Polymetme surugaensis
  - Polymetme thaeocoryla
- Genere Vinciguerria
  - Vinciguerria attenuata
  - Vinciguerria lucetia
  - Vinciguerria mabahiss
  - Vinciguerria nimbaria
  - Vinciguerria poweriae
- Genere Woodsia
  - Woodsia meyerwaardeni
  - Woodsia nonsuchae
- Genere Yarrella
  - Yarrella argenteola
  - Yarrella blackfordi